# Abaurrea Alta
Abaurrea Alta (em castelhano) ou Abaurregaina (em basco) é um município da Espanha 
na província e comunidade autónoma de Navarra. Tem 21,36 km² de área e em 2021 tinha 128 habitantes (densidade: 6 hab./km²).

## Demografia
| Variação demográfica do município entre 1991 e 2004 | Variação demográfica do município entre 1991 e 2004 | Variação demográfica do município entre 1991 e 2004 | Variação demográfica do município entre 1991 e 2004 |
| --------------------------------------------------- | --------------------------------------------------- | --------------------------------------------------- | --------------------------------------------------- |
| 1991                                                | 1996                                                | 2001                                                | 2004                                                |
| 224                                                 | 192                                                 | 160                                                 | 157                                                 |